# Baden-Württemberg
Baden-Württemberg is een deelstaat in het zuidwesten van Duitsland. De deelstaat heeft een oppervlakte van 35.750 km² en 11.103.043 inwoners (31 december 2020). Op 31 december 2018 had 15,5% van de inwoners een niet-Duits staatsburgerschap (1.720.975 niet-Duitsers) en hadden 7.915 inwoners het Nederlandse staatsburgerschap. De hoofdstad is Stuttgart. Baden-Württemberg ontstond als deelstaat in 1952 door een fusie. Het is zowel in grootte als in aantal inwoners de derde deelstaat van het land.

## Geografie
Baden-Württemberg grenst in het zuiden aan Zwitserland en het Bodenmeer, in het westen aan Frankrijk, in het noorden aan de Duitse deelstaten Rijnland-Palts en Hessen en in het oosten aan de Duitse deelstaat Beieren.
De west- en zuidgrens wordt gevormd door de Rijn. De hoofdstad Stuttgart ligt aan de Neckar. In het zuidwesten ligt het Zwarte Woud, van het zuiden naar het noordoosten ligt de Schwäbische Alb.

## Geschiedenis
Baden-Württemberg bestaat uit de voormalige landen Baden en Württemberg en uit een voormalige exclave van Pruisen, de Hohenzollerische Lande. Al in 1918/1919 waren er pogingen deze drie gebieden tot één deelstaat te verenigen. Na de Tweede Wereldoorlog behoorden Noord-Baden en Noord-Württemberg tot de Amerikaanse bezettingszone en het zuiden met Hohenzollern tot de Franse bezettingszone. De Amerikanen stichtten in 1945 op hun gebied de nieuwe deelstaat Württemberg-Baden met als hoofdstad Stuttgart. De Fransen maakten van Zuid-Baden een nieuwe, verkleinde deelstaat Baden (hoofdstad: Freiburg im Breisgau) en uit Zuid-Württemberg en Hohenzollern de deelstaat Württemberg-Hohenzollern (hoofdstad: Tübingen).
Pogingen deze deelstaten te verenigen mislukten aanvankelijk door verzet van (Zuid-)Baden, maar na een referendum werd de vereniging tot Baden-Württemberg in 1952 alsnog een feit.

## Bestuurlijke indeling
Baden-Württemberg is onderverdeeld in vier Regierungsbezirke (bestuurlijke regio's), die samen weer onderverdeeld zijn in 35 Landkreise en negen Stadtkreise.

### Regierungsbezirke (bestuurlijke regio's)
- Freiburg
- Karlsruhe
- Stuttgart
- Tübingen

### Stadtkreise
1. Baden-Baden
2. Freiburg im Breisgau
3. Heidelberg
4. Heilbronn
5. Karlsruhe
6. Mannheim
7. Pforzheim
8. Stuttgart
9. Ulm

### Landkreise
1. Alb-Donau-Kreis
2. Biberach
3. Bodenseekreis
4. Böblingen
5. Breisgau-Hochschwarzwald
6. Calw
7. Konstanz
8. Emmendingen
9. Enzkreis
10. Esslingen
11. Freudenstadt
12. Göppingen
13. Heidenheim
14. Heilbronn
15. Hohenlohekreis
16. Karlsruhe
17. Lörrach
18. Ludwigsburg
19. Main-Tauber-Kreis
20. Neckar-Odenwald-Kreis
21. Ortenaukreis
22. Ostalbkreis
23. Rastatt
24. Ravensburg
25. Rems-Murr-Kreis
26. Reutlingen
27. Rhein-Neckar-Kreis
28. Rottweil
29. Schwäbisch Hall
30. Schwarzwald-Baar-Kreis
31. Sigmaringen
32. Tübingen
33. Tuttlingen
34. Waldshut
35. Zollernalbkreis

## Politiek
| Verkiezingsuitslag 2021 | Verkiezingsuitslag 2021                       | Verkiezingsuitslag 2021 | Verkiezingsuitslag 2021 | Verkiezingsuitslag 2021 |
|                         | Partij                                        | %                       | zetels                  | verschil                |
| ----------------------- | --------------------------------------------- | ----------------------- | ----------------------- | ----------------------- |
|                         | Bündnis 90/Die Grünen                         | 32,6%                   | 58                      | +11                     |
|                         | Christlich Demokratische Union (CDU)          | 24,1%                   | 42                      | 0                       |
|                         | Sozialdemokratische Partei Deutschlands (SPD) | 11,0%                   | 19                      | 0                       |
|                         | Freie Demokratische Partei (FDP)              | 10,5%                   | 18                      | +6                      |
|                         | Alternative für Deutschland (AfD)             | 9,7%                    | 17                      | –6                      |
|                         | Die Linke                                     | 3,6%                    | 0                       | -                       |
|                         | Freie Wähler (FW)                             | 3,0%                    | 0                       | -                       |
|                         | Overigen                                      | 5,5%                    | 0                       | -                       |
|                         | Totaal                                        | 100%                    | 154                     |                         |

### Algemeen
In Baden-Württemberg is de christelijk-conservatieve richting, vertegenwoordigd door de CDU traditioneel de grootste politieke kracht. De CDU is steeds de grootste partij geweest en haalde bij alle verkiezingen tussen 1972 en 1992 de absolute meerderheid in de landdag.
Ook de progressief-liberale richting, vertegenwoordigd door de FDP (die onder de naam FDP/Demokratische Volkspartei (DVP) optreedt) is hier sterk aanwezig en haalt in Baden-Württemberg in het algemeen goede resultaten, vergeleken met andere delen van de Bondsrepubliek. Sinds het begin van de jaren 80 is Baden-Württemberg ook een bolwerk voor de groene partijen Bündnis 90/Die Grünen, die in 1980 in Karlsruhe gesticht werden en die hier in vergelijking met het bondsgemiddelde steeds betere resultaten haalden. In en rond het industriële Mannheim kent Die Linkspartei enige aanhang.
Kleinere partijen waren bijna niet in de landdag vertegenwoordigd. Tussen 1968 en 1972 was er een afvaardiging van de NPD, in de jaren 90 kwamen Die Republikaner in het landsparlement. Op 27 juni 2005 verliet de landdagafgevaardigde Ulrich Maurer de SPD en liep over naar de WASG (later opgegaan in Die Linkspartei), maar op 17 oktober legde hij zijn mandaat neer om bondsdagafgevaardigde te worden.
Met uitzondering van de jaren 1952/1953, toen de liberaal Reinhold Maier regeringsleider was, leverde de CDU steeds de minister-president. Coalitieregeringen werden meestal gevormd door samenwerking met de FDP/Demokratische Volkspartei (DVP), een enkele keer ook met de SPD. De verkiezingen in 2011 zorgden voor een doorbraak. De CDU verdween uit de regering en met Winfried Kretschmann kregen de Groenen voor het eerst in de geschiedenis een minister-president in een van de Länder.

### Landdag

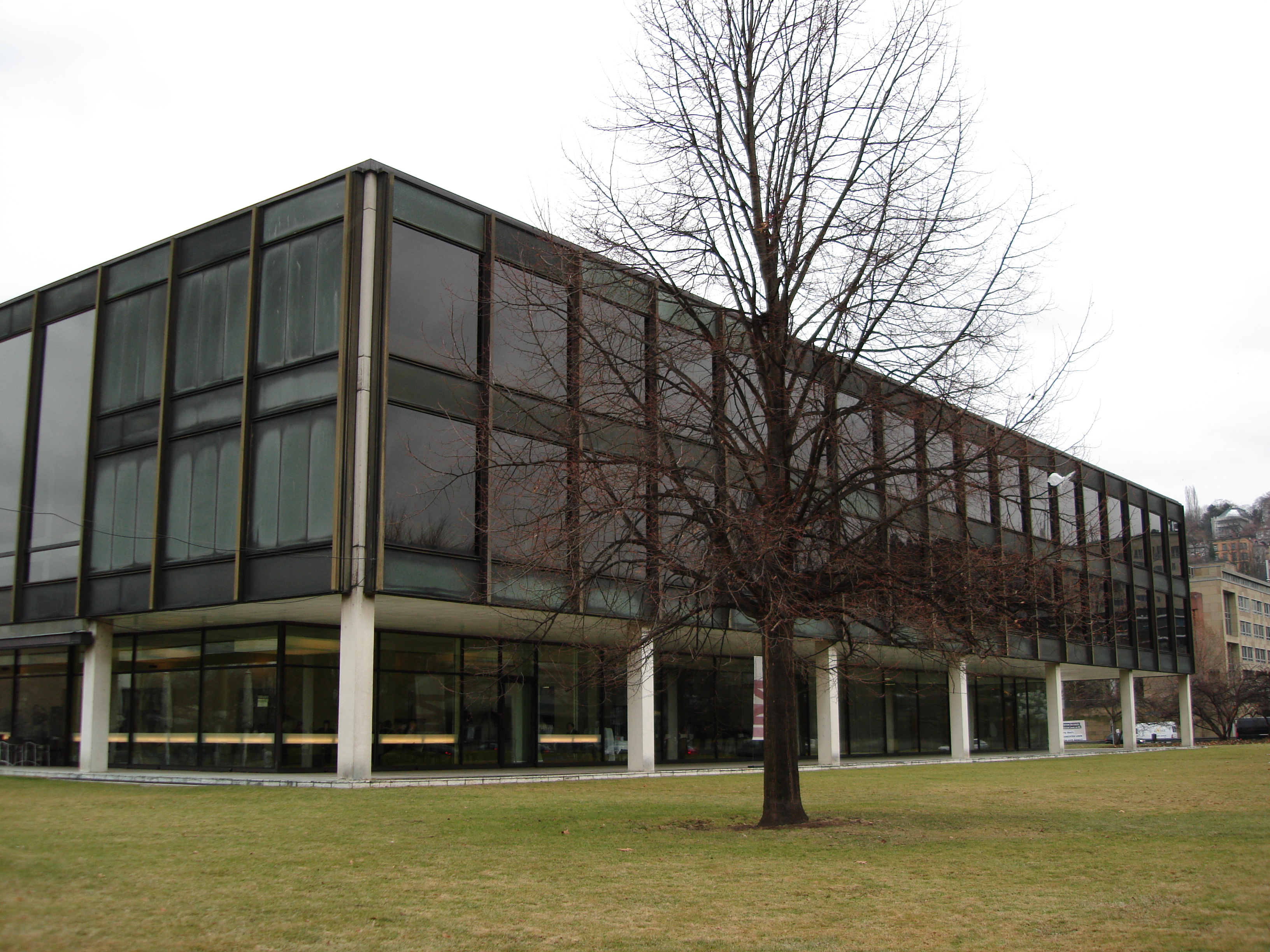
Het landdaggebouw in Stuttgart

#### Samenstelling en verkiezing
De landdag wordt om de vijf jaar, volgens een combinatie van het meerderheids- en proportionaliteitsprincipe rechtstreeks verkozen. In tegenstelling tot het gebruik op bondsniveau en in andere deelstaten worden hierbij geen landelijke lijsten of districtslijsten gebruikt, en heeft elke kiezer maar één stem (zie Duits verkiezingssysteem).
De landdag bestaat in principe uit 120 zetels, 70 zetels worden volgens het districtenstelsel rechtstreeks verkozen. De overige zetels worden naar evenredige vertegenwoordiging D'Hondt over die partijen verdeeld die minimaal vijf procent van de stemmen haalden. De door elke partij behaalde zetels worden dan weer volgens D'Hondt over de districten verdeeld.
Indien een partij binnen een Bezirk minder directe zetels heeft dan het aantal waarop ze recht heeft, worden de bijkomende zetels volgens het aantal behaalde stemmen toegewezen.
Indien een partij meer directe zetels heeft dan het aantal waarop ze recht heeft, dan behoudt deze partij deze zetels als Überhangsmandate en wordt het aantal zetels in het betreffende Bezirk zodanig verhoogd en de extra zetels aan de andere partijen toegewezen, dat de zetelverdeling voor het Bezirk aan de evenredige verdeling volgens D'Hondt over de partijen op basis van de behaalde stemmen voldoet.
Hierdoor kan het aantal landdagafgevaardigden duidelijk boven de vastgelegde 120 uitkomen: zo waren er in de jaren 90 weleens 155 afgevaardigden, de landdag kende in de 13e 'Wahlperiode' (2001-2006) 128 leden, na de verkiezingen voor de 14e Wahlperiode (2006-2011) zetelen er 139 verkozenen en na 2011 zijn dit er 138.

#### Na de eeuwwisseling
Bij de verkiezingen van maart 2006 was de CDU nog veruit de grootste partij, met 44,2% van de stemmen. Op 27 maart 2011 werden weer verkiezingen gehouden en dit resulteerde in een grootse overwinning voor met name Bündnis 90/Die Grünen, die 24,1% van de stemmen kreeg en haar zetelaantal zag stijgen van 17 naar 36. De CDU bleef wel de grootste partij, maar kromp van 69 naar 60, de SPD kromp van 38 naar 35 en de FDP kreeg een grote slag te verduren en kromp van 15 naar 7 zetels.
De zittende CDU/FDP-coalitie verloor haar meerderheid en is vervangen door een groen-rode coalitie van Bündnis 90/Die Grünen en SPD. Voor het eerst sinds 1953 regeerde de CDU niet meer in Baden-Württemberg.
Een belangrijke factor voor de groei van Bündnis 90/Die Grünen is het debat over kernenergie wat oplaaide na de tsunami en de daaropvolgende kernramp in Japan in 2011 vlak voor de deelstaatverkiezingen.
Bij de verkiezingen van maart 2016 zette zich de trend van 2011 verder door. CDU en SPD scoorden opnieuw een lager percentage dan ooit en de Grünen boekten weer winst. De AfD deed voor het eerst mee aan de verkiezingen en behaalde 15,1% van de stemmen. Er werd een coalitie van Grünen en CDU - beter bekend als kiwi-coalitie - onder leiding van Winfried Kretschmann gesmeed. Dezelfde groen-zwarte regering bleef in 2021 aan de macht. Toen behaalden de Groenen zelfs 32,6% van de stemmen, een record voor de partij.

#### Overzicht verkiezingsuitslagen 1952-2016
| Jaar | CDU  | SPD  | FDP* | Groen | AFD  | Overige* |
| ---- | ---- | ---- | ---- | ----- | ---- | -------- |
| 1952 | 36,0 | 28,0 | 89,0 |       |      | 10,7     |
| 1956 | 42,6 | 28,9 | 16,6 |       |      | 9,5      |
| 1960 | 39,5 | 35,3 | 15,8 |       |      | 6,6      |
| 1964 | 46,2 | 37,3 | 13,1 |       |      | 1,8      |
| 1968 | 44,2 | 29,0 | 14,4 |       |      | 9,8      |
| 1972 | 52,9 | 37,6 | 8,9  |       |      |          |
| 1976 | 56,7 | 33,3 | 7,8  |       |      | 0,9      |
| 1980 | 53,4 | 32,5 | 8,3  | 5,3   |      | 0,1      |
| 1984 | 51,9 | 32,4 | 7,2  | 8,0   |      |          |
| 1988 | 49,0 | 32,0 | 5,9  | 7,9   |      | 3,1      |
| 1992 | 39,6 | 29,4 | 5,9  | 9,5   |      | 11,8     |
| 1996 | 41,3 | 25,1 | 9,6  | 12,1  |      | 9,1      |
| 2001 | 44,8 | 33,3 | 8,1  | 7,7   |      | 4,6      |
| 2006 | 44,2 | 25,2 | 10,7 | 11,7  |      | 6,3      |
| 2011 | 39,0 | 23,1 | 5,3  | 24,2  |      | 7,0      |
| 2016 | 27,0 | 12,7 | 8,3  | 30,3  | 15,2 | 6,5      |

 FDP in BW werd als voortzetting van de DVP; Overigen o.m. de NPD, de Republikaner en Die Linke